# Seymour (Connecticut)
Pour les articles homonymes, voir Seymour.
Seymour est une ville située dans le comté de New Haven, dans l'État du Connecticut aux États-Unis.

## Géographie

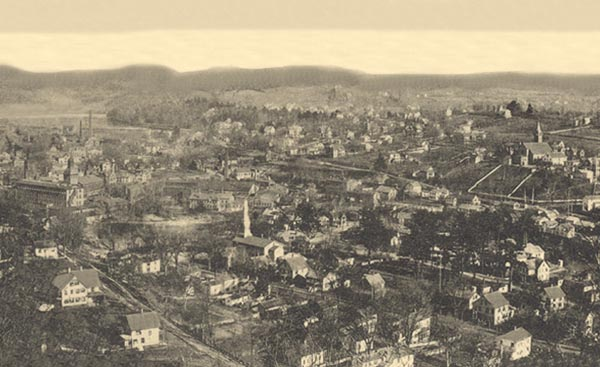
Seymour en 1905.

Selon le Bureau du recensement des États-Unis, la superficie de la municipalité est de 14,98 milles carrés (38,8 km2), dont 14,52 milles carrés (37,61 km2) de terres et 0,46 milles carrés (1,19 km2) de plans d'eau (soit 3,07 %).

## Histoire
Autrefois appelée Humphreys, la ville est renommée en l'honneur du gouverneur Thomas H. Seymour (en) lorsqu'elle devient une municipalité en 1850.

## Démographie
Lors du recensement de 2010, Seymour avait une population totale de 16 540 habitants.
| 1850  | 1860  | 1870  | 1880  | 1890  | 1900  |
| ----- | ----- | ----- | ----- | ----- | ----- |
| 1 677 | 1 749 | 2 122 | 2 318 | 3 300 | 3 541 |

| 1910  | 1920  | 1930  | 1940  | 1950  | 1960   |
| ----- | ----- | ----- | ----- | ----- | ------ |
| 4 786 | 6 781 | 6 890 | 6 754 | 7 832 | 10 100 |

| 1970   | 1980   | 1990   | 2000   | 2010   | - |
| ------ | ------ | ------ | ------ | ------ | - |
| 12 776 | 13 434 | 14 288 | 15 454 | 16 540 | - |